# گربه آبی افسرده
گربه آبی افسرده (به انگلیسی: Blue Cat Blues) یک پویانمایی کارتونی تام و جری محصول ۱۹۵۶ است که توسط دو خالق این مجموعه، ویلیام هانا و جوزف باربرا نوشته، کارگردانی و تولید شده است. این فیلم کوتاه در ۱۶ نوامبر ۱۹۵۶ توسط مترو گلدوین میر در سینمااسکوپ منتشر شد. این قسمت، صد و سومین ورودی این مجموعه است.
برخلاف سایر کارتون‌های تام و جری، در این کارتون جری از طریق یک مونولوگ درونی با صدای پال فریس «صحبت» می‌کند.

## داستان
تام در حالی دیده می‌شود که روی ریل‌های قطار نشسته و به شدت افسرده است و منتظر است که قطار بیاید و او را زیر بگیرد، در حالی که جری به وضعیت دوستش افسوس می‌خورد و به یاد می‌آورد که چگونه به این وضعیت افتاده است. جری روایت می‌کند که او و تام قبلاً بهترین دوستان بودند تا اینکه تام به یک گربه سفید زیبا علاقه‌مند می‌شود که در ابتدا به نظر می‌رسد احساسات او را پاسخ می‌دهد (هرچند که در واقع او تام را برای هوس‌های خود دستکاری می‌کند) اما بعد از مدتی او را تنها می‌گذارد و به سراغ باچ می‌رود (که برخلاف سایر کارتون‌ها، بسیار ثروتمند است)، و این واقعیت را فاش می‌کند که او یک پول‌پرست است و این موضوع تاییدکننده‌ شک و تردیدهای قبلی جری است.
با وجود اعتراضات جری، تام به شدت سعی می‌کند عشق او را دوباره به دست آورد اما همواره توسط باچ شکست می‌خورد. وقتی تام سعی می‌کند یک گل به او هدیه بدهد، متوجه می‌شود که او قبلاً یک گلدسته نعل اسبی زیبا از شکوفه‌های گل رز از باچ دریافت کرده است. سپس او یک بطری کوچک عطر به او هدیه می‌دهد، اما بلافاصله باچ با یک تانکر بزرگ پر از عطر می‌آید. تام تمام پس‌انداز زندگی‌اش را صرف خرید یک حلقه الماس برای او می‌کند (الماس آن‌قدر کوچک است که او برای دیدن آن به ذره‌بین نیاز دارد)، تنها برای اینکه متوجه شود باچ قبلاً یک حلقه با الماس بزرگ و درخشان به او داده است که او و تام برای دیدن آن به کلاه‌های جوشکاری نیاز دارند. تام حتی یک وام ۲۶ ساله، با ۱۲۲٪ بهره از یک نمایشگاه خودروهای دست دوم می‌گیرد تا یک اتومبیل قدیمی و خراب برای او بخرد، اما باچ با یک خودروی کانورتیبل بلند و شیک به سراغ او می‌آید و تام و اتومبیلش را خرد می‌کند.
تام شروع به نوشیدن (شیر) به طور غیرقابل کنترل می‌کند و از درخواست‌های جری غافل می‌شود و در نهایت نزدیک است که به طور واقعی به داخل آبراه بیفتد، اما جری به موقع او را نجات می‌دهد. تام وقتی که باچ و گربه سفید در حال عبور از کنارشان هستند و تابلو «به تازگی ازدواج کرده‌اند» را در عقب ماشینشان دارند، حتی بیشتر افسرده می‌شود. با پایان یافتن فلش‌بک، جری تصویری از دوست‌دخترش را می‌بوسد، قبل از اینکه او از کنارشان عبور کند و مشخص شود که با یک موش ثروتمند ازدواج کرده است. دل‌شکسته، جری به تام می‌پیوندد و هر دو بر روی ریل‌ها می‌نشینند. صدای سوت قطاری که نزدیک می‌شود، به تدریج بلندتر می‌شود در حالی که کارتون به تدریج محو می‌شود.

## پذیرایی

### پاسخ انتقادی
در کارناوال کارتون: راهنمای انتقادی بهترین کارتون‌ها، نویسنده مایکل سامردیک اشاره کرده است که «گربه آبی افسرده به شدت به تکس اوری برای شوخی‌هایش وابسته است.» همچنین، در راهنمای فیلم ویدئویی: ۱۹۹۵ این پویانمایی کوتاه (در بررسی وی‌اچ‌اس جشنواره سرگرمی مذکور) به عنوان «یکی از بدترین قسمت‌های تام و جری» توصیف شده است.

### میراث
این پویانمایی کوتاه به‌طور معمول به عنوان تاریک‌ترین کارتون تام و جری به دلیل موضوعش و پایان به‌طرز غیرمعمول غم‌انگیز آن تلقی می‌شود.
علاوه بر این، اغلب به اشتباه به عنوان آخرین پویانمایی کوتاه این مجموعه در نظر گرفته می‌شود، زیرا پایان آن مرگ تام و جری را به تصویر می‌کشد. آخرین پویانمایی کوتاه تولید شده در مترو گلدوین میر مراقب‌های کوچک در سال ۱۹۵۸ بود و آخرین پویانمایی کوتاه کلی نیز Purr-Chance to Dream بود که توسط چاک جونز در ام‌جی‌ام انیمیشن/هنرهای تجسمی در سال ۱۹۶۷ تولید شد.